# Mesopotâmia Superior

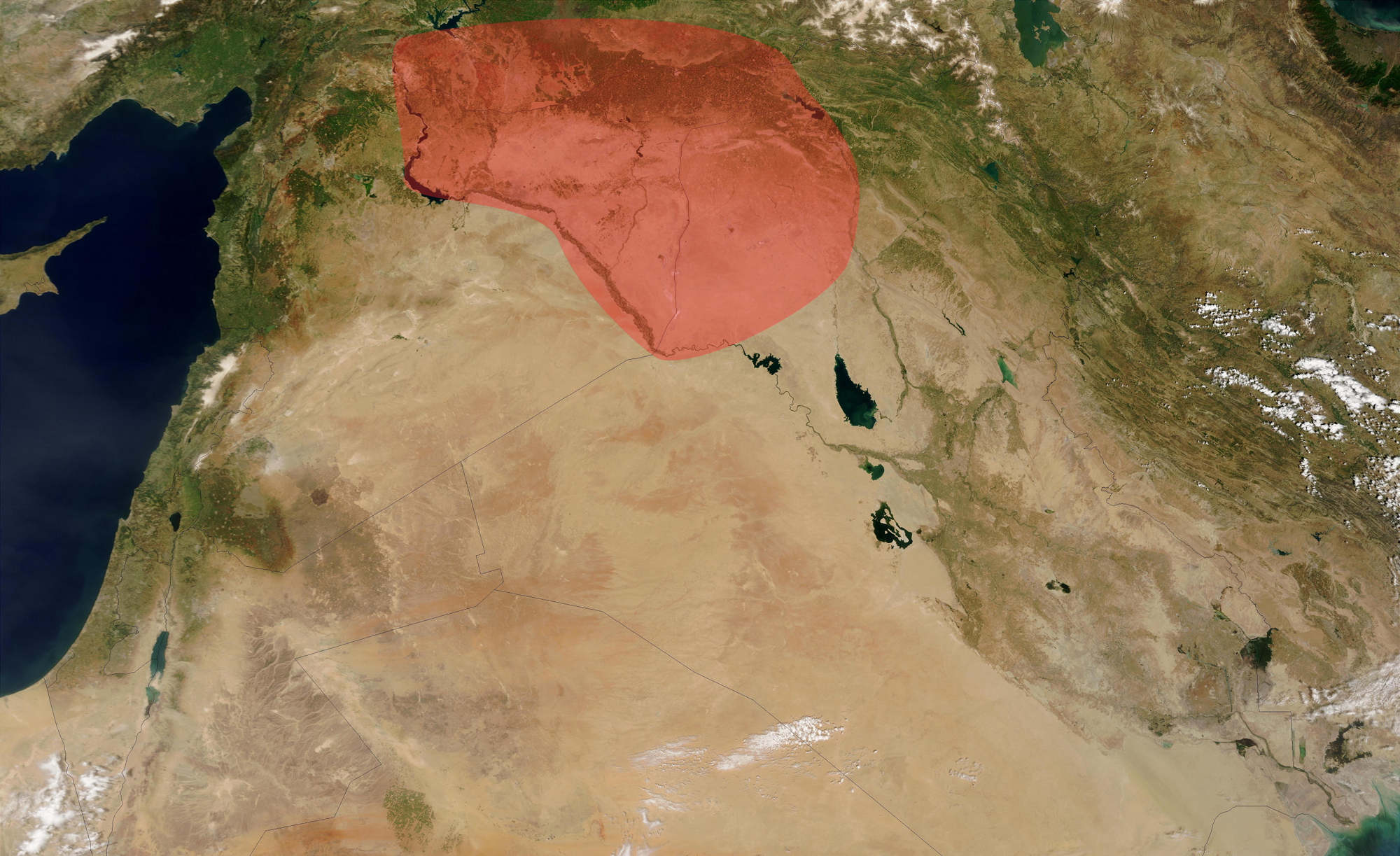
Fotografia de satélite do Médio Oriente com a Alta Mesopotâmia assinalada a vermelho

Mapa da Jazira muçulmana no século VIII

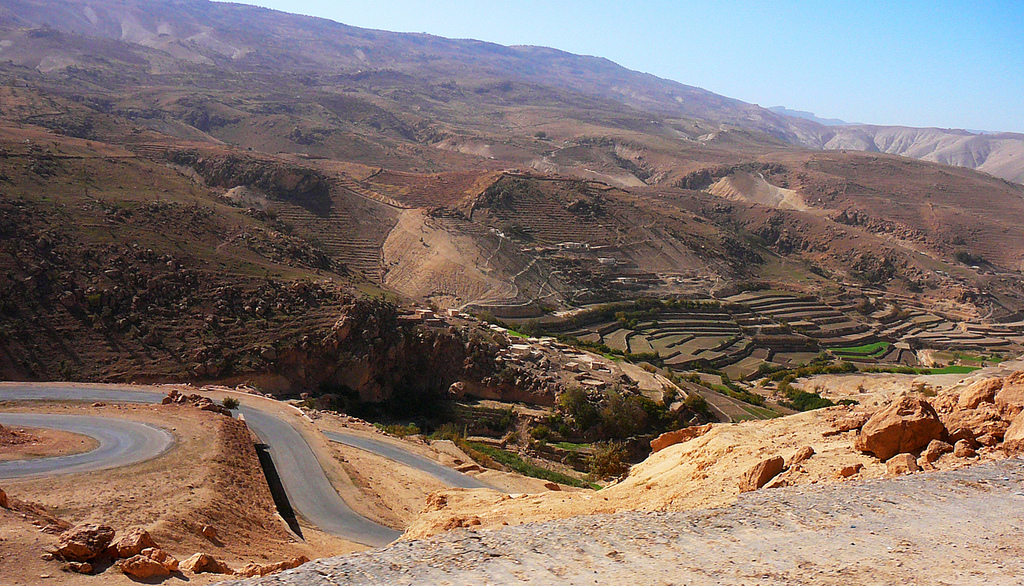
Paisagem das montanhas Sinjar

Mesopotâmia Superior, Alta Mesopotâmia, Jazira ou Jeziré (em árabe: الجزيرة; romaniz.: (D)jarizah ou (D)jerizeh; em siríaco: ܓܙܪܬܐ‏; romaniz.: Gazerṯo) são designações para as terras altas e a grande planície do noroeste do Iraque, nordeste da Síria e sudeste da Turquia.
A região estende-se desde o sul das montanhas da Anatólia, a leste dos montes da margem esquerda do rio Eufrates, a oeste das montanhas na margem direita do rio Tigre e inclui a planície de Sinjar. Estende-se ao longo do Tigre até Samarra e do Eufrates até Hīt. A planície é percorrida ao longo de 400 km pelo rio Cabur, desde a Turquia, a norte, até desaguar no Eufrates. As maiores cidades da Jazira são Moçul, Deir Zor, Raca, al-Hasakah, al-Busayrah, Diarbaquir e al-Qamishli. A parte ocidental, na Síria, é em grande parte contígua com o distrito de al-Hasakah, conhecido como o celeiro da Síria. A parte oriental, no Iraque, inclui e estende-se um pouco para além da província de Nínive. A norte inclui as províncias turcas de Şanlıurfa, Mardin e partes da de Diarbaquir.

## Geografia
O nome Jazira foi usado nas fontes históricas islâmicas para referir a parte norte da Mesopotâmia, que juntamente com Sauade, constituía Alaraque (Iraque). O nome significa "ilha", e a certa altura referia-se à terra entre dois rios. Historicamente, o nome referia-se, em sentido mais estrito à planície de Sinjar, que descia desde as montanhas Sinjar, ou em sentido lato a todo o planalto a oriente das cordilheiras costeiras. Antes dos Abássidas, as fronteiras ocidentais e orientais parecem ter flutuado, por vezes incluindo o que é atualmente o norte da Síria, a oeste, e Adiabena a leste. Por vezes a designação Jazira ou Jeziré é aplicada especificamente à parte norte da Mesopotâmia da Síria, que corresponde praticamente ao atual distrito de Al-Hasakah.
A Jazira é caraterizada por uma planície aluvial, muito diferente do Deserto Sírio a a planície baixa da Mesopotâmia central; no entanto a área inclui colinas erodidas e cursos de água incisos. A região tem diversas partes diferentes. A noroeste é um dos maiores desertos de sal do mundo, o Lago Jabul. Mais a sul, desde Moçul até perto de Baçorá, é um deserto de areia não muito diferente do Rub' al-Khali, onde as temperaturas atingem os 58ºC no verão. No final do século XX e início do século XXI a região assistiu a grandes secas.

## História

### Pré-história

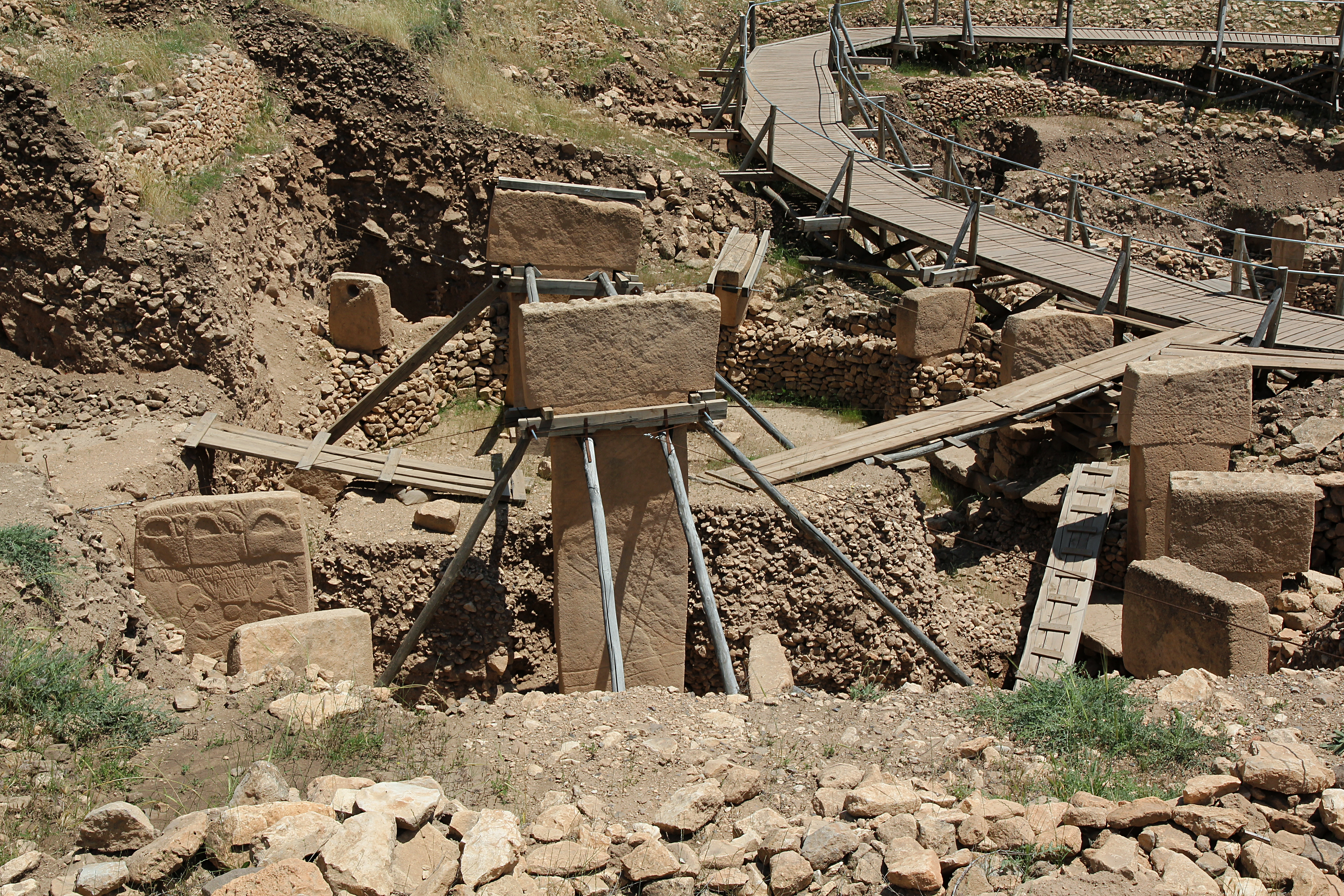
Ruínas de edifícios monumentais em pedra de

A região é extremamente importante do ponto de vista arqueológico. Foi ali que foram encontrados os vestígios mais antigos de agricultura e domesticação de animais, ou seja, a Mesopotâmia Superior pode ter sido o ponto de partida para a civilização e o mundo moderno. O Karaca Dağ, um vulcão extinto no sul da Turquia onde o parente mais próximo do trigo moderno ainda cresce de forma selvagem, situa-se na Jazira. Em alguns locais ao longo das margens do Alto Eufrates (por exemplo Mureybet) pode observar-se uma ocupação contínua desde um estilo de vida caçador-coletor, baseado na caça e na recolha e moagem de cereais silvestres, até uma economia baseada sobretudo no cultivo de variedades ainda selvagens de trigo, cevada e legumes desde cerca de 9 000 a.C. A domesticação de cabras e ovelhas surgiu umas gerações mais tarde mas só se generalizou mais de mil anos depois. A tecelagem e cerâmica surgiu dois milénios depois.
A ideia de cultivar com sementes "domesticadas" espalhou-se primeiro para o resto do Levante e depois para o Norte de África, Europa e para oriente através da Mesopotâmia até à Índia (ver Mergar).
Os primeiros arqueólogos basearam os seus trabalhos na assunção de que a agricultura era um pré-requisito para um modo de vida sedentário, mas as escavações na Jazira surpreenderam os cientistas ao mostrarem que o sedentarismo surgiu antes da agricultura (por exemplo: cultura natufiana). Seguiram-se outras surpresas na década de 1990, com a descoberta das estruturas megalíticas em Göbekli Tepe, a apenas 32 km de Karaca Dağ. Estas construções, aparentemente com fins rituais são de cerca de 10 000 a.C. — mais de 6 000 anos mais antigos do que Stonehenge — e tanto quanto se sabe atualmente, são anteriores ao aparecimento da agricultura. Por isso, ou as comunidades de caçadores-coletores eram suficientemente ricas e suficientemente grandes para organizar e executar tais projetos  comunitários de construção, ou as sociedades agrícolas já existiam muito antes do que se pensa. As escavações em Göbekli Tepe continuam  — apenas 5% da área foi escavada até agora.

### Antiguidade

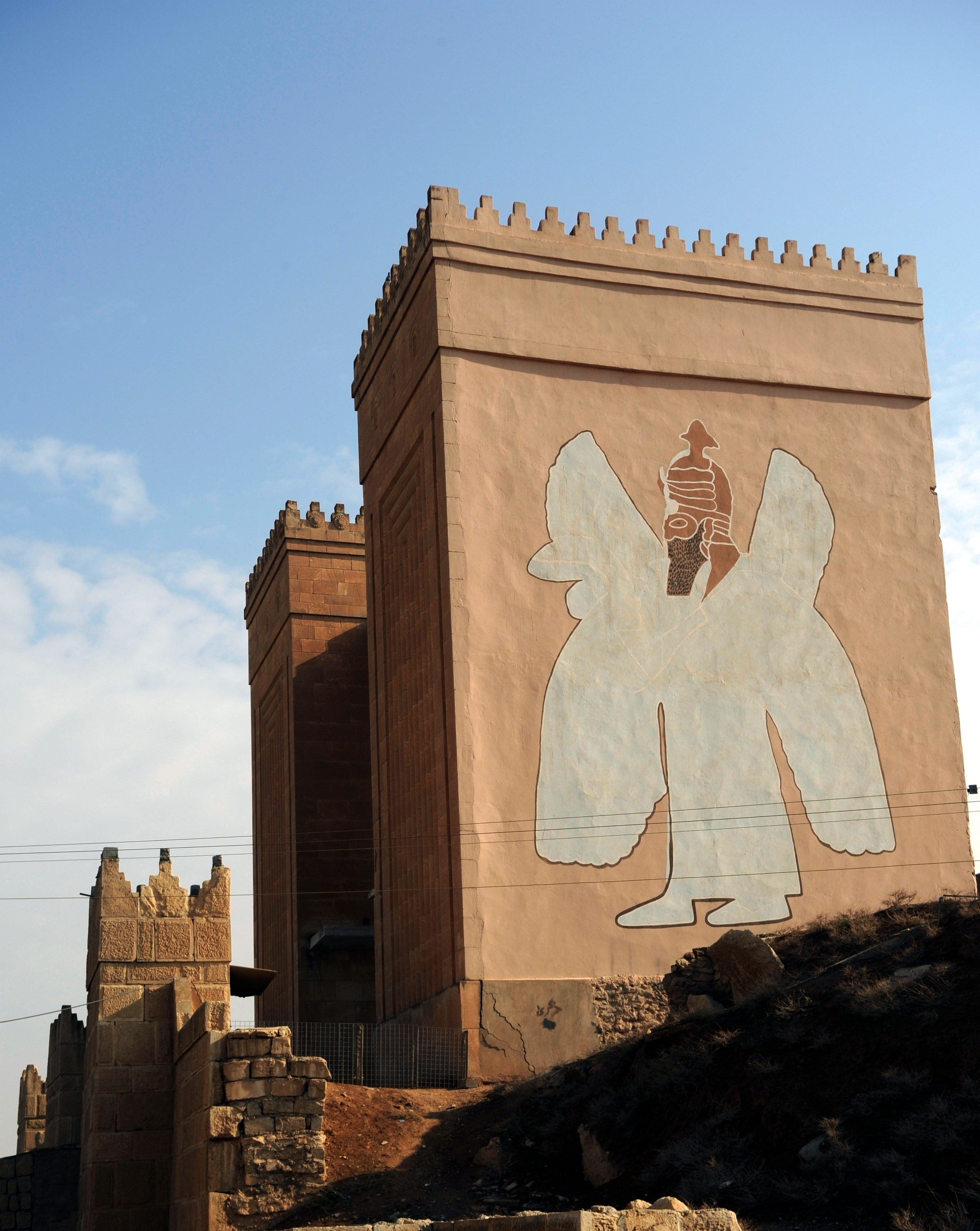
A Porta de Nergal, em Nínive, a capital do Império Neoassírio

A Alta Mesopotâmia é o coração da antiga Assíria. A partir do século XXIII a.C. fez parte do Império Acádio. Quando este império colapsou, os Acadianos do norte fundaram a Assíria, e a Alta Mesopotâmia fez parte integral, primeiro do estado assírio, desde 2 000 a.C., e depois do Império Neoassírio, até 608 a.C., quando passou para as mãos do ramo meridional dos Assírios, os Babilónios. A partir de 539 a.C. passou a fazer parte do Império Persa Aqueménida, no qual foi conhecido como Atura (nome persa da Assíria). A partir de 330 a.C. a região foi governada pelo Império Selêucida, que sucedeu a Alexandre, o Grande. Os Gregos corromperam o nome para Síria. Pertenceu depois aos Partos e Romanos e foi chamada Assíria por ambos. Durante o Império Sassânida, do qual também fez parte, foi chamada Assuristão (equivalente a Assíria). No século VII d.C. foi conquistada pelo emergente Império Islâmico, passando a ser conhecida como Jazira.
Desde os tempos pré-árabes e pré-islâmicos que Jazira é uma região próspera economicamente, com diversas produções agrícolas de fruta e cereais, bem como de prolífica manufatura, nomeadamente de processamento de alimentos e tecelagem. A posição da região, na fronteira entre os impérios Sassânida e Bizantino, fez dela um centro comercial importante, uma situação de que continuou a desfrutar depois da conquista muçulmana das possessões bizantinas no Levante e da Pérsia.
A Jazira medieval incluía as províncias romano-bizantinas de Osroena e da Mesopotâmia, bem como das províncias partas/persas do Assuristão, Arbaistão, Nísibis e Moçul.

### Impérios islâmicos
A conquista da região pelos muçulmanos teve lugar durante o primeiro Califado, que na generalidade manteve a administração local intacta, limitando-se a aplicar a jizia (imposto sobre os cidadãos não muçulmanos) à população. Durante o governo de Moáuia I {{nowrap|(602—680; governador da Síria e depois fundador do Califado Omíada), a administração da Jazira foi incluída na da Síria. Durante o Califado Omíada, a administração foi frequentemente partilhada com a da Arménia e do Azerbaijão.
A prosperidade da região e o valor elevado das suas produções agrícola e de manufatura tornou-a objeto da cobiça entre os líderes das primeiras conquistas islâmicas. Vários conquistadores tentaram, em vão, juntar várias cidades das antigas províncias sassânidas e das recém-conquistadas províncias bizantinas da Mesopotâmia numa unidade coerente sob o seu governo. Contudo, o controlo da região foi fundamental para qualquer que fosse o poder centrado em Bagdade. Consequentemente, o estabelecimento do Califado Abássida no século VIII implicou que a Jazira ficasse sob o governo direto do governo central de Bagdade. Nesse tempo, a província era uma das que rendiam mais dinheiro em impostos ao califado.
Durante os primeiros tempos do Islão, a região tornou-se o centro do movimento cismático carijita e teve que ser constantemente subjugada por vários califas. Mais tarde, uma dinastia local, os Hamadânidas (868–1004), eles próprios descendentes de Carijitas, fundaram um estado autónomo com dois ramos, um na Jazira e outro no norte da Síria (Alepo). A queda do ramo hamadânida da Jazira em 997 devolveu a região ao domínio formal dos califas de Bagdade, embora o controlo de facto estivesse nas mãos dos irmãos buídas, que na prática conseguiram também o controlo de Bagdade.
A região conheceria depois o domínio de novas dinastias muçulmanas, como os iquíxidas e os zênguidas, antes de ser controlada pelos Aiúbidas durante o reinado de Saladino. O desenvolvimento posterior da região deveu-se à ascensão de Moçul e Nísibis, ambos importantes centros de manufatura e comércio. No século XII a região foi conquistada pelo Império Seljúcida, sendo depois governada pelo Sultanato de Rum. Algum tempo depois do colapso dos Seljúcidas de Rum, os Otomanos tomariam o seu lugar.

### História moderna
Entre 1920 e 1946, na sequência da ocupação do Império Otomano pelos Aliados da Primeira Guerra Mundial, a parte síria da Jazira, como o resto da Síria, esteve sob a alçada do Mandato Francês da Síria. Nesse período, a população sedentária nessa região era em grande parte constituída por Curdos, Assírio-Caldeus e Arménios, muitos deles refugiados da Turquia e do Iraque, que fugiram aos diversos massacres étnicos que ficaram conhecidos como Genocídio Assírio, levados a cabo entre 1914 e 1920 pelos Otomanos, nomeadamente em Deir Zor. A Jazira é a pátria tradicional dos Assírios, cristãos que falam aramaico, descendentes dos antigos Mesopotâmicos.
Em 1933 houve mais uma vaga de refugiados, quando chegaram cerca de 24 000 cristãos assírios que fugiram do Massacre de Simele, ocorrido na região de Moçul, no norte do Iraque.

#### Revolta autonomista de 1937
Durante o verão de 1937, eclodiu na Jazira síria o que as autoridades chamaram oficialmente "um movimento de reação minoritária". Uma das causas para esta revolta foi a exoneração de altos funcionários assírios da região pelo governo nacionalista de Damasco em 1936, e a sua substituição por muçulmanos vindos daquela cidade, nomeadamente o governador Bhjat Chehabi, muito nacionalista e impopular. A situação provocou protestos por parte dos chefes locais curdos (em maioria) e assírios. O governador ordenou a intervenção da polícia de al-Hasakah, o que provocou uma revolta dos assírios da cidade, que desarmaram os polícias e puseram os funcionários governamentais em fuga para Damasco. A ordem acabaria por ser reposta em al-Hasakah pelos Franceses.
Uma delegação de notáveis curdos e assírios foi então a Damasco para apresentar as suas reivindicações. Por sua vez, os chefes tribais rejeitados pelos Franceses, com o apoio financeiro de Damasco, sublevaram as tribos curdas contra os cristãos em nome da solidariedade muçulmana em Amouda. Contudo, nem todas as tribos curdas aderiram e algumas tomaram partido pelos Assírios. A revolta provocou a intervenção franco-síria e foi nomeado outro governador, Toufik Chamieh, um árabe grego ortodoxo de Damasco. Os Franceses concederam muito pouca margem de manobra ao novo governador, e os oficiais franceses, bem como a polícia, intervieram frequentemente. Muitos poderes foram delegados às autoridades municipais e conselhos locais.
Os tumultos provocaram o fim do bom relacionamento entre Curdos de Assírios, mas estes últimos foram apoiados pelos beduínos árabes que contestavam a centralização de Damasco e também por alguns Curdos.
Durante o outono de 1936, o governo turco, que não tinha desistido de recuperar a soberania perdida em 1918, pelo menos de uma parte da Síria, prometeu secretamente a alguns notáveis Assírios de Jeziré a restituição geral dos bens dos Assírios no caso da província sera anexada pela Turquia, apesar de muitos deles terem fugido daquele país quando ele já era governado por Mustafa Kemal. A promessa originou localmente uma corrente de opinião pró-turca, o que levou Damasco a assumir uma atitude cada vez mais desconfiada em relação aos Assírios de Jeziré.
Entre os autonomistas encontrava-se Michel Dôme, um arménio católico que presidia ao município de al-Qamishli, e Haci Ağa, um chefe curdo. Segundo eles, por um lado, Jeziré só tinha sido anexada à Síria tardiamente (1921), pois ela tinha sido dada a França pelo Império Otomano em troca da Cilícia (ocupada pelos Franceses em 1918); mas por outro lado, era graças à França que a prosperidade da província tinha sido assegurada. Outros partidários da autonomia, eram, por exemplo, o cardeal Tappouni, patriarca assírio-católico, e Monsenhor Hebbe, bispo assírio-católico de Jeziré. As suas reivindicações eram a manutenção de funcionários franceses na província para controlar os funcionários sírios de Damasco e a manutenção de uma parte das tropas francesas para proteger as minorias.

#### Composição da população das províncias sírias de Jeziré e do Eufrates em 1943
Fonte: recenseamento de 1943.
| Comunidade         | Comunidade         | Jeziré       | Eufrates    | Síria     |
| ------------------ | ------------------ | ------------ | ----------- | --------- |
| Muçulmanos sunitas | Muçulmanos sunitas | 99 665 68,3% | 220 552 98% | 1 971 053 |
| Muçulmanos xiitas  | Muçulmanos xiitas  | 326          | 0           | 12 742    |
| Alauitas           | Alauitas           | 93           | 78          | 325 311   |
| Ismaelitas         | Ismaelitas         | 8            | 12          | 28 527    |
| Drusos             | Drusos             | 0            | 4           | 87 184    |
| Iazidis            | Iazidis            | 1 475 1%     | 0           | 2 788     |
| Judeus             | Judeus             | 1 938 1,3%   | 72          | 29 770    |
| Assírio-Caldeus    | Ortodoxos sírios   | 17 793       | 763         | 40 135    |
| Assírio-Caldeus    | Católicos sírios   | 2 851        | 697         | 16 247    |
| Assírio-Caldeus    | Católicos caldeus  | 9 176        | 0           | 9 176     |
| Assírio-Caldeus    | Nestorianos        | 1 944        | 243         | 4 719     |
| Assírio-Caldeus    | Subtotal           | 31 764 21,8% | 1 703       | 70 277    |
| Arménios           | Gregorianos        | 7 925        | 1 679       | 101 747   |
| Arménios           | Católicos          | 1 863        | 616         | 16 790    |
| Arménios           | Subtotal           | 9 788 6,7%   | 2 295       | 118 537   |
| Protestantes       | Protestantes       | 453          | 27          | 11 187    |
| Católicos romanos  | Católicos romanos  | 29           | 25          | 5 996     |
| Maronitas          | Maronitas          | 56           | 71          | 13 349    |
| Gregos ortodoxos   | Gregos ortodoxos   | 336          | 159         | 136 957   |
| Gregos católicos   | Gregos católicos   | 70           | 25          | 46 733    |
| Total              | Total              | 146 001      | 225 023     | 2 860 411 |

Note-se que entre os muçulmanos sunitas havia tanto Árabes como  Curdos, que Hourani estimava serem cerca de 130 000 para as duas províncias, além de Turcos, Turcomanos e Circassianos. Estimava-se que estes últimos totalizavam 1 500 em Jeziré e 1 000 no Eufrates, segundo M. Proux. Em contrapartida, o conjunto dos beduínos, cerca de 400 000, a maior parte deles Árabes sunitas, não eram contabilizados.

#### Décadas de 1960 e 1970
Nos anos 1960, o governo baathista sírio pôs em prática a política chamada "da cintura árabe", que tinha como objetivo implantar ao longo da fronteira com a Turquia aldeias maioritariamente árabes, que passava principalmente por deslocar as aldeias curdas e assírias e sedentarizar os beduínos.
No início dos anos 1970, não havia mais do que 15 000 Arameus, Assírios e Siríacos na Jazira síria, devido principalmente a uma forte emigração para Alepo e para fora da Síria. Em 1973 ainda viviam 500 judeus em al-Qamishli. Segundo fontes pró-curdas, a antiga província de Jeziré-Norte tinha, em 1976, 360 000 Curdos numa população total de 450 000 habitantes, a de Jeziré-Sul tinha 10 000, dos quais 5 a 7 000 iazidis, num total de 100 000.

### Atualidade
Jeziré é uma das quatro dioceses da Igreja Ortodoxa Síria; as outras são Alepo, Homs-Hama e Damasco.
A região registou uma elevada taxa de emigração nos últimos 40 anos, para o que contribuiu principalmente a seca e a emigração de cristãos assírios devido à intolerância religiosa e étnica por parte dos muçulmanos.